# Harpenden Rural
Harpenden Rural är en civil parish i Storbritannien.   Den ligger i distriktet St Albans i grevskapet Hertfordshire i England, i den södra delen av landet, 40 km nordväst om huvudstaden London. Antalet invånare är 422. Arean är 9,2 kvadratkilometer.
Terrängen i Harpenden Rural är platt.